# Шони (народ)
Шони (или Шаванваки, Саваноки и Шаванови Леноики) су староседеоци североисточних делова Америке. Алгонквински су народ, чији језик спада у централну групу алгонквинских језика. У колонијално доба водили су полуномадски начин живота. Због чега су се њихова насеља налазила од Илиноиса, Индијане, Охаја и Кентакија на западу до Западне Вирџиније, Вирџиније, Пенсилваније и западног Мериленда на истоку, на југу њихова насеља су постојала у Алабами и Јужној Каролини.
Њихова постојбина пре контакта са Европљанима је највероватније био јужни Охајо. У време првог контакта у 17. веку Шони су били подељени у неколико група, на које су Европљани наишли у Илиноису, Охају, Мериленду и на реци Савани (која је по њима добила име). На крају 17. века Шони се окупљају у источној Пенсилванији, одакле се постепено крећу ка горњем делу слива реке Охајо (мање групе су остале на југу у Алабами са народом Маскоги (или Крик)). Средином 18. века (нешто пре 1750) поново се на кратко деле у мање групе које се расељавају, да би се затим поново окупили у долини реке Охајо где су били насељени у другој половини 18. века. Након Америчког рата за независност и ратова који су уследили поново следи период расељавања, када различите групе Шонија одлазе на запад преко реке Мисисипи, прво у Мисури и Канзас, да би на крају били насељени у резерватима у Оклахоми. Већина оних који су остали на истоку је 1830-их протерана у Оклахому. У САД је према попису становништва 2010. живело 7.298 Шонија.

## Историја

### 17. век
У историјским документима из 17. века забележени су сусрети Европљана са Шонијима на широком подручју. Један од најранијих помена Шонија би могла бити холандска мапа из 1614. на којој је приказано да су Шони насељени источно од реке Делавер. Према каснијим холандским изворима из 17. века они су помињани у оквирно истој области. Према извештајима француских истраживача у истом веку Шони су били насељени дуж реке Охајо, где су их Французи затекли приликом упада из источне Канаде и земље Илиноис (или горње Луизијане) области која је обухватала горњи део слива реке Мисисипи.

Насеља Шонија су имала од 40 до 100 кућа које се биле сличне по стилу градње ирокешким дугим кућама. Насеља су обично имала кућу за већање, која је била дуга од 20 до 30 метара и у којој су се одржавале јавне расправе и доношене одлуке.

Шоније су 1670-их из Кентакија протерали Ирокези из Њујорка и Пенсилваније, који су долину Охаја користили као ловиште из ког су се снабдевали крзнима која су затим продавали Европљанима. Истраживачи Батс и Фалам су 1671. забележили да се Шони боре против Ирокеза због контроле над Шенандоа долином и да губе. Нешто пре 1670. група Шонија је населило област око реке Саване. Они су око 1674. ступили у контакт са Енглезима из града  Чарлстона у Јужној Каролини. Са њима су успоставили дуготрајно савезништво. Шони са реке Саване су каролиншким Енглезима били познати под именом „Савана Индијанци”. У приближно исто време друге групе Шонија су населиле делове Флориде, Пенсилваније, Мериленда и друге крајеве јужно и источно од земље Охајо. Пјер Лемуан д`  је у свом дневнику 1699. забележио да су Шони „нација које се треба плашити, и која је раштркана од Каролине до Вирџиније у правцу Мисисипија”.
Према теорији историчара Алана Галеја сеобе Шонија средином 17. века последица су „Дабрових ратова”, а који су започели 1640-их. Шони су постали познати по раштрканости својих насеља, која су се налазила од Пенсилваније до Илиноиса и Џорџије. Нека од њихових познатих села била су Ескипакитики у Кентакију, Сонинчи у Охају, Чалакагеј у близини данашње Силакоге у Алабами, Чалагота на месту где је данашњи град  Чиликоти у Охају, Олд Шонитаун у Илиноису и Сувејни у Џорџији. Њихов језик је постао лингва франка, језик који су у међусобној трговини користили многи народи. Постали су предводници домородачких народа, иницирали су и одржавали Паниндијански отпор европској и евроамеричкој експанзији.

### 18. век
У  време доласка првих белих досељеника у долину Шенандоа око 1730, Шони су били најзначајнији народ у њеном северном делу. У то време били су вазали Ирокеза, који су прихватили део Таскарора из Северне Каролине и населили их Мартинсбург у Западној Вирџинији (1722. Таскароре су постале шести члан Ирокешке конфедерације). Такође у то доба су Сенека и Делавер (Лени Ленапе) ратници са севера водили борбе са Катоба ратницима из Вирџиније на територији Шонија у Шенандоа долини.
До краја 1730-их притисак због ширења колонија довео је до већег броја сукоба. Шонији су осећали негативне последице трговине крзном, јер су често крзна размењивана за рум или бренди, што је довело до раширене злоупотребе алкохола. Због противљења продаји алкохола које је предводио Питер Чартијер (који је био Метис и трговац) у једном броју насеља Шонија у Пенсилванији, дошло је до сукоба са гувернером колоније Патриком Гордоном. Због кога је 1745. око 400 Шонија напустило Пенсилванију и отишло у Охајо, Кентаки, Алабаму и Илиноис.
Пре 1754. главно насеље Шонија је било Шони Спрингс, где се данас налази Крос Џанкш`н у близини Винчестера. Веће оца поглавице Корнстока (Кукурузне Стабљике) је у том насељу оджавало састанке. Још нека насеља Шонија налазила су се у северном делу долине Шенандоа: Мурфилд у Западној Вирџинији, на Северној реци, и на реци Потомак Камберланд у Мериленду. Шони са реке Сиото у Охају су 1753. послали гласнике Шонијима који су још увек били у Шенандоа долини и предложили су им да напусте долину и да им се придруже, што су они и урадили следеће године. Број становника насеља Шаноа на реци Охајо повећао се на 1.200 до 1750.
Још од „Дабрових ратова” Ирокези су Охајо доживљавали као своје ловиште по праву освајања и третирали су Шоније и Делавере (Лени Ленапије), који су се тамо населили као зависне народе. Неке независне групе Ирокеза из различитих племена су се такође преселиле на запад у Охајо, где су постали познати под именом Минго. Ова три народа Шони, Делавери и Мингои постало су чврсто повезани, без обзира на језичке разлике (прва два говоре алгонквинским језицима, а трећи ирокешким). 
Након учешћа у првој фази Француског и Индијанског рата, као савезник Француске, Шони мењају страну 1758. године. Они су са британским колонијама потписали Истонски споразум, којим је Алегени гребен признат као њихова међусобна границе. Овај мир је трајао кратко до Понтијаковог рата који је избио 1763. Касније исте године, донета је краљевска прокламација из 1763, којом се правно потврђује граница из 1758. као граница британске колонизације, а земља западно од ње је резервисана за Индијанце. У спровођењу споразума постојале су потешкоће, јер су европски колонисти наставили да се насељавју западно од границе.
Према споразуму из Форт Стенвикса из 1768. граница је померена на запад, британским колонистима су предати Западна Вирџинија и Кентаки. Шони нису  пристали на овај споразум. Он је био закључен између британских званичника и Ирокеза, према којима је суверенитет над земљом припадао Ирокезима, иако су Шони и други домородачки народи такође ловили на том подручју.
Након споразума из Форт Стенвикса, англоамериканци су почели масовно да се насељавају у долину реке Охајо. Оружани сукоби између досељеника и Индијанаца прерасли су у Данморов рат 1774. Британске дипломате су успеле да изолују Шоније у току сукоба, Ирокези и Делавери (Лени Ленапији) су остали неутрални. Шони су се борили против британске колоније Вирџиније, а имали су савезнике само међу малим бројем Мингоа. Лорд Данмор, гувернер Вирџиније, покренуо је двосмерну инвазију на територију Шонија. Поглавица Шонија Корнсток је напао једно крило инвазионе војске у Бици код Поинт Плезента, али битка се завршила без јасног победника, а то је истовремено била и једина битка у том рату.
Према споразуму из Камп Шарлота из 1774. Корнсток и Шони су били приморани да признају реку Охајо као границу, како је и било предвиђено споразумом из Форт Стенвикса 1768. Шони су се одрекли права на „ловишта” у Западној Вирџинији и Кентакију. Ипак многе вође Шонија су одбиле да признају ову границу. У једном инциденту након потписивања споразума једна од група Шони ратника је напала Данијела Буна у Кентакију 1775.

### Амерички рат за независност
Када су САД прогласиле независност од Велике Британије 1776, Шони су били подељени. Они нису подржавали америчке побуњенике, а Корнсток је предводио мањину која је желела да остане неутрална. Шони који су живели северно од реке Охајо су били незадовољни због америчког насељавања Кентакија. Колин Каловеј је забележио да је већина Шонија била на страни Британаца у борби против против Американаца.
Ратне вође, као што је поглавица Блекфиш и Плави Капут придружили су се Џрегинг Кануу и групи Черокија дуж доњег тока реке Тенеси и потока Чикамога у борби против колониста у овој области. Неки колонисти су их звали Чикамога, јер су били насељени дуж овог потока током Чирочко–америчког рата, који је трајао током и након Америчког рата за независност.
Шони су касније у савезу са Мајамијима представљали моћну војну силу у долини Охајо, након Америчког рата за независност, а током Северозападног индијанског рата између САД и конфедерације домородачких народа. Након пораза у бици код Фолен Тимберса 1794, већина група Шонија је следеће године потписала Гринвилски споразум. Споразумом су Шони били приморани да уступе велики део своје земље САД. Друге групе Шонија су одбациле овај споразум и одселиле су се у Мисури западно од Мисисипија, где су се населиле у близини Кејп Џирардоа.

### Текумсехов рат и рат из 1812.
На почетку 19. века, вођа Шонија Текумсех (или Тикамси) је ујединио разне индијанске народе у Текумсехову конфедерацију чији је циљ био спречавање даљег ширења Американаца на рачун Индијанаца. Рат који је уследио постао је познат као Текумсехов рат. Два главна противника у сукобу, поглавица Текумсех и амерички политичар Вилијам Хенри Харисон, били су учесници у бици код Фолен Тимберса на крају Северозападног индијанског рата 1794. Текумсех није био међу индијанским потписницима споразума из Гренвила којим је окончан рат. Међутим, многе индијанске вође региона су прихватиле услове Гренвилског споразума и у наредних десет година индијански отпор америчкој хегемонији је слабио.
Септембра 1809. године Вилијам Хенри Харисон, тадашњи гувернер територије Индијана, позвао је на преговоре Потаватомије, Делавере (Лени Ленапије), Ил Ривер племе (једно од племена Мајамија) и Мајамије у Форт Вејн. Харисон им је обећао велике субвенције и исплате ако предају земље које је тражио. Након две недеље преговора, вође Потаватомија су убедиле Мајамије да прихвате споразум, јер су раније Потаватоми прихватили споразуме који су били мање повољни за њих на захтев Мајамија. На крају 30. септембра.1809. је потписан споразум из Форт Вејна, којим је продато САД 1.215.000 хектара (око 12.000 km²), углавном дуж реке Вобаш северно од Винсенса.
Текумсеха су услови споразума из Форт Вејна разбеснели, он је веровао да је америчка индијанска земља у заједничком поседу свих племена, ту идеју су претходних година заговарали поглавица Шонија Плави Капут и Џозеф Брант поглавица Мохавка. Текумсех је почео да проширује учења свог брата Тенскватаве (или Пророка), који је позивао Индијанце да се врате традиционалном начину живота. Он је почео да повезује учење са идејом Паниндијанског савеза. Текумсех је посећивао многа племена и убеђивао је ратнике да напусте попустљиве поглавице и да се придруже отпору у Пророковом граду.
Августа 1810. Текумсех је предводио групу од 400 ратника који су се у Висенсу суочили са гувернером Харисоном. Текумсех је захтевао од Харисона да поништи споразум из Форт Вејна и запретио је да ће убити поглавице које су га потписале. Харисон је одбио, тврдећи да су Мајамији били власници земље коју су продали и да су имали право да је продају кад пожеле. Текумсех је мирно отишао али је упозорио Харисона да ће успоставити савез са Британцима ако споразум небуде поништен.
Марта 1811. на небу се појавила Велика комета из 1811. године. У току године тензије између Индијанаца и америчких колониста су се повећале. Дошло је до убиства 4 Американца на реци Мисури и пљачке товара који су преносили амерички трговци. Харисон је позвао Текумсеха на разговар како би објаснио поступке својих савезника. Августа 1811. двојица лидера су се сусрела, а Текумсех је уверио Харисона да Шони не намеравају да зарате са САД.
Након тога Текумсех је путовао на југоисток да би привукао нове савезнике против САД међу 5 цивилизованих племена. „Текумсехово (Текамси) име је значило Звезда падалица или Пантер преко неба”. Он је говорио на југоистоку народима којима се обраћао: Чокто, Чикасу, Маскоги и многим другим, да је звезда падалица (комета) најавила његов долазак. Он је такође најавио нови знак који ће доказати да га је послао Велики дух.
Док је Текумсех путовао, обе стране су се припремале за битку код Типиканоа. Харисон је прикупио малу војску коју су сачињавали регуларни војници и милиција. Харисон је повео војску 6.новембра.1811. у којој је било 1.000 војника у Пророковград у нади да ће уништити Текумсехову војску. Следећег јутра рано у зору снаге под командом Пророка преурањено су напале Харисонову војску на реци Типикано у близини реке Вобаш. Иако малобројније Харисонове јединице су одбиле напад, присиливши домороце на повлачење и напуштање Пророковогграда. Они су спалили село и вратили се на своју територију. Овим поразом је окончан Текумсехов сан о великом савезу домородаца против белаца.
Маскоги (Кри) који су се придружили Текумсеху били су познати под именом Црвени Штапови. Они су били најтрадиционалнији део народа, јер су њихова насеља у области горњих градова била удаљенија од евроамеричких насеља. Они нису желели да буду асимиловани. Црвени Штапови су се супротставили доњим градовима и дошло је до грађанског рата (Крик рат). Који је постао саставни део Рата из 1812. када је дошло до отвореног сукоба између америчких војника и кричких Црвених Штапова.
Након што је генерал Вилијам Хал предао Детроит током Рата из 1812, генерал Вилијам Хенри Харисон је преузео команду над америчком војском северозапада. Он је затим покушао да преузме град, који су тада бранили британски пуковник Хенри Проктер и Текумсех. Један одред војске под командом Харисона је поражен код Френчатауна на реци Рејз`н 22.јануара.1813.
Маја 1813. Проктер и Текумсех су започели опсаду Форт Мегса у северном Охају. Америчке снаге које су дошле као појачање су поразили домороци, међутим тврђава није пала. Домороци су накрају почели да се разилазе, што је принудило Проктера и Текумсеха да се врате у Канаду. Њихова друга опсада Форт Мегса у јулу је такође пропала. Да би подигли морал индијанским снагама Проктер и Текумсех су покушали да заузму Форт Стивенсон, малу америчку базу на реци Сандаски. Након што је напад одбијен уз велике губитке на страни Индијанаца и Британаца офанзива у Охају је завршена.
Амерички командант капетан Оливер Пери командовао је битком на језеру Ири 10.септембра.1813. Његова одлучна победа осигурала је контролу американца над језером, поправила је амерички морал након серије пораза и присилила је Британце да се повуку ка Детроиту. Генерал Харисон је започео инвазију на горњу Канаду, чији је врхунац био америчка победа у бици на Темзи 5.октобра.1813. Текумсех је погинуо у бици, а његовом смрћу окончан је индијански савез са Британцима у области Детроита. Америчка контрола над језером Ири је значила да Британци више нису у стању да обезбеде неопходну војну опрему својим индијанским савезницима, који су изашли из рата. Током остатка рата американци су задржали контролу над овом облашћу.

### Средина 19. века и 20. век
Шони у Мисурију постали су познати под именом „Абсенти Шони” након што су напустили САД и населили источни део шпанског Тексаса. Део Делавера им се придружио у сеоби. Иако су били у савезу са Чирокијима, њихов поглавица Џон Лини је остао неутралан током Чироки рата 1839.
У знак захвалности, крајем 1840-их председник републике Тексас Мирабо Ламар је у потпуности компензовао Шоније због губитка жетве који су претрпели након њихове депортације из Тексаса на север у територију Арканзас. Шонији су се населили у близини града Шони у данашњој Оклахоми. Придружили су им се Шонији протерани из Канзаса.
Шони из Охаја су 1817. потписали споразум из Форт Мегса којим су уступили своју преосталу земљу у замену за 3 резервата у Охају: Вапаконети, Хог Крик у близини града Лиме и Луистон. Ове резервате су делили са Сенекама који су се доселили из државе Њујорк.
Мисури је постао држава 1821. Након споразума из Сент Луиса 1825. око 1.400 Шонија из Мисурија је протерано из Кејп Џирардоа у југоисточни Канзас, у близину реке Неошо.
Током 1833. само је група Блек Боба пружала отпор протеривању. Они су се населили у североисточни Канзас у близину Олејте и уз реку Канзас у градић Монтичело у близини Гам Спрингса. У близини су мисионари саградили Шони Методистичку цркву. Око 200 Шонија из Охаја се 1826. под вођством Пророка Тенксватаве придружило у Канзасу својим сународницима.
Већина Шонија из Охаја је следило поглавицу Црно Копито, који се противио сваком покушају да се Шони одрекну своје домовине. Након његове смрти преосталих 400 Шонија из Охаја са резервата Вапаконета и Хог Крик предало је своју земљу и преселило се у резерват Шонија у Канзасу. Шони и Сенеке са резервата Луистон су 1831. отишли у Идијанску територију (данашња Оклахома).
Током Америчког грађанског рата, група Блек Боба је напустила Канзас и придружила се Абсенти Шонијима у Оклахоми. Након Америчког грађанског рата, Шонији из Канзаса су протерани у североисточну Оклахому. Шони из бивше Луистонске групе постали су „Источни Шони”.
Шони протерани из Канзаса постали су „Лојални Шони” (према једној теорији због лојалности унији у току грађанског рата, према другој јер су били последњи Шонији који су напустили своју домовину у Охају). Ову групу је влада САД признавала као део Чироки нације због чега су се звали и Чироки Шони.
Лојални или Чироки Шони су федерално признати као посебно племе 2000. Данас се зову „Шони племе”. Већина припадника ова 3 федерално призната племена Шонија („Абсенти Шони”, „Источни Шони” и „Шони племе”) живи у Оклахоми.

## Шони племена
Постојало је 5 историјских племена Шонија:
- Чиликоти
- Хатавекела
- Киспоко
- Мекочи
- Пиква

Данас постоје 3 федерално призната племена Шонија:
- Абсенти Шони
- Источни Шони
- Шони племе (или Лојални Шони, или Чироки Шони)

## Језик
Шонским језиком који спада у централну групу алгонквинских језика је 2002. говорило 200 Шонија. Шонски језик је писан латиничним писмом. На шонски језик су преведени делови Библије, а постоји и речник шонског језика.